# Parafia Ducha Świętego w Siedlcach
Parafia Ducha Świętego w Siedlcach – rzymskokatolicka parafia  w Siedlcach.

## Historia
28 maja 1986 roku bp Jan Mazur wydał dekret o utworzeniu parafii Ducha Świętego, której proboszczem został ks. Stefan Kornas.
22 maja 1988 roku, w uroczystość Zesłania Ducha Świętego, bp Jan Mazur poświęcił plac pod budowę kaplicy i odprawił pierwszą mszę polową. 
30 października 1988 roku w kaplicy zostało odprawione po raz pierwszy nabożeństwo różańcowe.
26 grudnia 1988 roku bp Jan Mazur poświęcił kaplicę, odprawił mszę i erygował stacje Drogi Krzyżowej.
Na początku 1990 roku została poświęcona płaskorzeźba Ducha Świętego, która następnie umieszczona była w centralnej części sufitu i podświetlana 7 światłami – symbolami 7 darów Ducha Świętego.
W 1993 roku poświęcono plac pod budowę kościoła. Projekt kościoła: mgr inż. arch. Jerzy Reczko i inż. Zdzisław Marczewski.
W latach 1993–1995 trwały prace budowlane przy fundamentach świątyni. 
21 maja 1994 roku, w uroczystość Zesłania Ducha Świętego, bp Jan Mazur wmurował kamień węgielny w mury kościoła.
28 września 1999 roku bp Jan Wiktor Nowak poświęcił pomnik ku czci Błogosławionych Męczenników z Pratulina.
11 listopada 1999 roku nastąpiło uroczyste poświęcenie nowej świątyni.

## Zasięg parafii
- Ulice:  Brzeska, Chałubińskiego, Chłodna, Cytrynowa, Dobra, Domy Kolejowe, Dworska, Fabryczna, Floriańska (część), Formińskiego, Furmańska, Gen. Grota Roweckiego, Gliniana, Hejły, Hoża, Kilińskiego (część), Kleeberga, Kokosowa, Kolejowa, ks. Skorupki, Ściegiennego, Łączna, Łukowska, 3 Maja (część), Młynarska (część), Morelowa, Murarska, I Brygady Legionów, Południowa (część), prym. kard. St. Wyszyńskiego, Radzyńska, Sekulska, Słoneczna, Solskiego, Sulimów, Sybiraków, Świętokrzyska, Targowa, Terespolska, Torowa, Woszczerowicza, Zaremby
- Miejscowości: Białki, Grabianów, Joachimów, Mościbrody (Zachojniak), Ujrzanów[2]